# Shikinami (contratorpedeiro de 1929)
O Shikinami (敷波) foi um contratorpedeiro operado pela Marinha Imperial Japonesa e a décima segunda embarcação da Classe Fubuki. Sua construção começou em julho de 1928 no Arsenal Naval de Maizuru e foi lançado ao mar em junho de 1929, sendo comissionado na frota japonesa em dezembro do mesmo ano. Era armado com uma bateria de seis canhões de 127 milímetros e nove tubos de torpedo de 610 milímetros, tinha um deslocamento de duas mil toneladas e conseguia alcançar uma velocidade máxima de 38 nós (setenta quilômetros por hora).
O Shikinami passou seus primeiros anos de serviço sem incidentes. Ele deu cobertura para desembarques em Xangai e Hangzhou em 1937 durante a Segunda Guerra Sino-Japonesa. Já na Segunda Guerra Mundial, a embarcação participou da invasão da Malásia em 1941 e depois em ações da Campanha de Guadalcanal em 1942. Ele passou a maior parte de 1943 e 1944 escoltando diversos comboios entre diferentes bases pelo Oceano Pacífico. O navio afundou em 7 de setembro de 1944 depois de ser torpedeado pelo submarino USS Growler ao sul de Hong Kong.